# Sofocle
(Sofocle, Antigone, 332)
Sofocle, figlio di Sofilo del demo di Colono Ippio (in greco antico: Σοφοκλῆς?, Sophoklḕs, pronuncia: [so.pʰo.klɛ̂ːs]; Colono, 496 a.C. – Atene, 406 a.C.), è stato un drammaturgo greco antico.
È considerato, insieme ad Eschilo ed Euripide, uno dei maggiori poeti tragici dell'antica Grecia.

## Biografia
Sofocle nasce nel 496 a.C. nel demo di Colono Ippio, sobborgo di Atene. Figlio di Sofilo, ricco ateniese proprietario di schiavi, riceve la migliore formazione culturale e sportiva, cosa che gli permise a 15 anni di cantare da solista il coro per la vittoria di Salamina. La sua carriera di autore tragico è coronata dal successo: a 27 anni conquista il suo primo trionfo gareggiando con Eschilo. Plutarco, nella Vita di Cimone, racconta il primo trionfo del giovane talentuoso Sofocle contro il celebre e fino a quel momento incontrastato Eschilo, conclusasi in modo insolito senza il consueto sorteggio degli arbitri: Eschilo, in seguito a questa sconfitta, sceglie il volontario esilio in Sicilia. In tutto Sofocle conquista 24 vittorie, arrivando secondo in tutte le altre occasioni.
Amico di Pericle e impegnato nella vita politica, è stratego insieme a quest'ultimo nella guerra contro Samo (441-440 a.C.). Inoltre ricopre la carica di ellenòtamo (custode del tesoro della lega Delio-Attica)  nel 443-442 a.C., e quando il simulacro del dio Asclepio viene trasferito da Epidauro ad Atene Sofocle è designato ad ospitarlo nella sua casa fino a quando non sia pronto il santuario destinato al dio, guadagnandosi l'appellativo di "dèxios" (δέξιος, "colui che ospita", dal verbo δέχομαι, dèchomai, "io ricevo"), il che testimonia ulteriormente la grande stima di cui il poeta greco gode presso i suoi concittadini.
Nelle sue funzioni pubbliche contribuisce all'elaborazione della costituzione dei Quattrocento.
Sposa poi l'ateniese Nicostrata che gli dà un figlio, Iofonte. Ha anche un'amante chiamata Teoris, una donna di Sicione, da cui ha un altro figlio, Aristone, che diverrà padre di Sofocle il Giovane: si dice che poco prima della sua morte, Iofonte intenti un processo al padre Sofocle per una questione d'eredità affermandone l'incapacità mentale a causa dell'avanzata età. La semplice lettura della sua ultima opera, Edipo a Colono, mette fine al processo.
Muore nel 406 a.C. e la sua ultima tragedia, l'Edipo a Colono, viene rappresentata postuma lo stesso anno (o pochi anni dopo) in segno di grande onore. Secondo la storiografia antica, notoriamente amante di tali pittoreschi aneddoti, sarebbe morto strozzato da un acino d'uva nel corso di un simposio.

## Tragedie

### Opere pervenute
Sofocle scrisse, secondo la tradizione, ben centoventitré tragedie, di cui restano solo sette:
- Aiace fra il 450 e il 442 a.C.
- Antigone nel 442 a.C.;
- Trachinie fra il 438 e il 429 a.C.
- Edipo re in data incerta (secondo alcuni fra il 429 e il 425 a.C., secondo altri più tardi)
- Elettra in data incerta (secondo alcuni fra il 418 e il 413 a.C., secondo altri, più verosimilmente, fra il 410 e il 409)
- Filottete nel 409 a.C.
- Edipo a Colono nel 406 a.C. (venne rappresentata postuma nel 401 a.C. o secondo altri nel 405).

### Drammi perduti
Tra le tragedie perdute, abbiamo notizie più o meno consistenti e frammenti daː
- Atamanteː Il tradimento di Ino, la moglie di Atamante, che corrompe gli inviati all'oracolo di Delfi, conduce al (presunto) sacrificio dei suoi figliastri, Frisso ed Elle; Atamante è salvato dalla morte quando gli viene detto che i suoi figli sono vivi.
- Euripiloː L'ultimo combattimento di Euripilo, figlio di Telefo, e la sua morte per mano di Neottolemo; ne resta un ampio brano in cui l'eroe è pianto da sua madre Astioche (sorella di Priamo), che era stata corrotta per convincerlo ad andare in guerra.
- Niobeː la nostra conoscenza del dramma, ispirato a Eschilo, è stata considerevolmente aumentata da frammenti di papiro (tra cui parti sostanziali di un riassunto)[6], che mostrano come fosse incentrata sulla catastrofe dell'eroina, parte della quale era ingegnosamente presentata sul palco, o virtualmente (un modo di drammatizzare che è presente, ad esempio, nel trattamento del suicidio di Aiace o dell'uccisione di Clitennestra)
- Odisseo trafittoː l'eroe di Itaca è ucciso inconsapevolmente dal figlio che ha avuto con Circe, Telegono.
- Tereoː Procne e sua sorella Filomela uccidono il giovane figlio di Procne, Iti, e serve la sua carne al marito Tereo, per vendicare lo stupro e la mutilazione di Filomela da parte di Tereo.
- Tiroː Tiro si riunisce con i suoi figli perduti Neleo e Pelia, che uccidono la loro matrigna persecutrice Sidero.

Notevole è, inoltre, un papiro ossirinchita, che ha restituito metà del dramma satiresco I cercatori di tracce.

## Il mondo poetico e concettuale di Sofocle

### Le innovazioni tecniche e stilistiche
Sofocle abolì l'obbligo della "trilogia legata", usò per primo nella tragedia il terzo attore (usato poi anche da Eschilo in una scena dell'Orestea), portò da dodici a quindici i coreuti e perfezionò l'uso di scenografie. L'introduzione del terzo attore  avrebbe comportato una maggiore articolazione dei rapporti interpersonali ed una nuova scioltezza dinamica del ritmo teatrale. L'aumento del numero dei coreuti da dodici a quindici, inoltre, avrebbe consentito di accentuare la funzione del corifeo e dell'elemento spettacolare.
Rispetto a Eschilo, i cori tragici sofoclei si defilano dall'azione, partecipano sempre meno attivamente e diventano piuttosto spettatori e commentatori dei fatti. È di Sofocle l'introduzione del monologo (in greco antico: ῥῆσις?, rhêsis) - per esempio, quelli di Aiace o di Edipo - che permetteva all'attore di mostrare la sua abilità e al personaggio di esprimere compiutamente i propri pensieri.

### L'eroe sofocleo
La psicologia dei personaggi si approfondisce, emerge una inedita analisi della realtà e dell'uomo. Sofocle tentò di togliere l'enfasi (onkos) ai suoi personaggi, per restituirne completamente la drammaticità, in un mondo descritto come ingiusto e privo di luce. Nell’Edipo a Colono, il coro ripete «la sorte migliore è non nascere». Gli eventi che schiacciano le esistenze degli eroi non sono in alcun modo spiegabili o giustificabili.
I suoi eroi sono immersi in un mondo di contraddizioni insanabili, di conflitti con forze inevitabilmente destinate a travolgerli. Il suo contributo originale allo sviluppo della tragedia greca fu rappresentato dall'accentuazione dell'umanità dei personaggi, che hanno tutti in sé qualcosa di guasto, una tabe fisica e psichica. I personaggi sofoclei sono anche generosi e buoni, ma smisuratamente soli e portati alla tragedia dal male che hanno in sé. Ciò nonostante, non appaiono mai schiacciati del tutto dal fato, ma proprio nella vana lotta contro di esso, ricevono una piena dimensione umana, portatrice di un destino di dannazione e, contemporaneamente, di gloria.

### Edizioni critiche delle Tragedie
- Sophoclis: Fabulae. Recognovit brevique adnotatione critica instruxit. A. C. Pearson, Oxonii. E Typographeo Clarendoniano, 1928.
- Sophocle: Tragédies.
  - Tome I: Introduction - Les Trachiniennes - Antigone. A. Dain, J. Irigon [Texte établi par], P. Mazon [traduit par], Paris, Les Belles Lettres, 1955.
  - Tome II: Ajax - Œdipe Roi - Electre. A. Dain, J. Irigon [Texte établi par], P. Mazon [traduit par], Paris, Les Belles Lettres, 1958.
  - Tome III: Philoctète -  Œdipe à Colone. A. Dain [Texte établi par], P. Mazon [traduit par], J. Irigoin [Avec la contribution de], Paris, Les Belles Lettres, 1960.
- Sophoclis: Tragoediae.
  - Tomus I. Ajax - Electra - Oedipus Rex. Edidit R. G. Dawe, Leipzig, BSB B. G. Teubner, Verlagsgesellschaft, 1975.
  - Tomus II. Trachiniae - Antigone - Philoctetes - Oedipus Coloneus. Edidit R. G. Dawe, Leipzig, BSB B. G. Teubner, Verlagsgesellschaft, 1979.
- Sophoclis: Fabulae. Recognoverunt brevique adnotatione critica instuxerunt H. Lloyd-Jones et N. G. Wilson,  Oxonii. E Typographeo Clarendoniano, 19922 [19901].

### Edizioni critiche degli Scolî
- Scholia in Sophoclis Tragoedias vetera. E codice Laurentiano denuo collato edidit commentario critico instruxit indices adiecit. P. N. Papageorgius, Lipsiae, In aedibus B. G. Teubner, 1888.
- Scholia  in Sophoclis Oedipum Coloneum, Recensuit V. de Marco, Romae, 1952. (Ristampa: Sestante Edizioni [Series Antiqua], Bergamo, 2012)
- Τὰ ἀρχαȋα σχόλια εἰς Αἴαντα τοῦ Σοϕοκλέους. Ed. G. A. Christodoulou. (Βιβλιοθήκη Σοϕίας Ν. Σαριπόλου, 34) Ἐθνικὸν καὶ Καποδιστριακὸν Πανεπιστήμιον Ἀθηνῶν, Φιλοσοϕικὴ σχολή,  ἐν Ἀθήναις, 1977.
- Scholia vetera in Sophoclis Electram, ed. G. A. Xenis, SGLG 12, Berlin - New York, De Gruyter, 2010.
- Scholia vetera in Sophoclis Trachinias, ed. G. A. Xenis, SGLG 13, Berlin - New York, De Gruyter, 2010.
- Scholia vetera in Sophoclis Oedipum Coloneum, ed. G. A. Xenis, SGLG 18, Berlin - New York, De Gruyter, 2019.

### Edizioni dei Frammenti delle Opere perdute
- Poetarum tragicorum graecorum fragmenta. Volumen I. Aeschyli et Sophoclis perditarum fabularum. Edidit Fridericus Guilelmus Wagner, Vratislaviae, Impensis Trewendti et Granieri, 18522 (18441).
- Tragicorum graecorum fragmenta. Recensuit Augustus Nauck,Lipsiae, In aedibus B. G. Teubner, 18892 (18561, rist. Georg Olms, 1964).
- Tragicorum greacorum fragmenta. Volumn IV Sophocles. Editio correctior et addendis aucta. Edidit S. Radt (fr. 730a-g edidit R. Kannicht), Göttingen, Vandenhoeck & Ruprecht, 19982 (19771)

### Studi sulla tradizione manoscritta
- Studies in the Manuscript Tradition of the Tragedies of Sophocles. Alexander Turyn ("Illinois Studies in Language and Literature" Vol. XXXVI Nos. 1-2), Urbana, University of Illinois Press, 1952. (Ristampa:  L'Erma di Bretschneider [Studia Philologica 15], Roma, 1970)

### Traduzioni
- Sofocle, Edipo re - Edipo a Colono, traduzione di R. Montanari, , Milano, Frassinelli, 1997. (testo greco a fronte)
- Eschilo, Sofocle e Euripide, Tutte le tragedie, a cura di Angelo Tonelli, Milano, Bompiani, 2011. (con testo greco a fronte e bibliografia).
- Sofocle, Antigone, traduzione di G. Greco, Milano, Feltrinelli, 2013.